# Faruch Ruzimatov
Farúch Sadulláevič Ruzimátov (in russo Фару́х Садулла́евич Рузима́тов?; Tashkent, 26 giugno 1963) è un ex ballerino uzbeko naturalizzato russo.

## Biografia
Nato e cresciuto nella Repubblica Socialista Sovietica Uzbeka, Farúch Ruzimátov ha studiato danza all'Accademia di danza Vaganova. Nel 1981 si è unito al corpo di ballo del balletto Mariinskij, di cui è diventato primo ballerino nel 1986.
All'interno della compagnia, Ruzimatov ha danzato tutti i maggiori ruoli maschili del repertorio, tra cui Albrecht in Giselle, Solor ne La Bayadère, Ali ne Le Corsaire, il principe Désiré ne La bella addormentata, Siegfried ne Il lago dei cigni, Basilio in Don Chisciotte e il principe ne Lo schiaccianoci. Si è inoltre esibito con numerose compagnie di alto profilo in veste di étoile ospite, tra cui il Royal Ballet e l'American Ballet Theatre.
Nella sua lunga carriera sulle scene, durata oltre tre decenni, ha stretto acclamate partnership con grandi ballerine russe, tra cui Julija Machalina e Altynai Asylmuratova. Per la sua attività di ballerino ha ricevuto numerosi premi e riconoscimenti: nel 1995 è stato nominato artista del popolo della Federazione Russa e el 1997 ha vinto il Prix Benois de la Danse.
Dal 2007 al 2009 è stato direttore artistico del Teatro Michajlovskij, mentre dal 2018 è direttore artistico del Teatro Navoi nella natia Tashkent.